# Число Дамкёлера
Число Дамкёлера ({\displaystyle \mathrm {Da} }) — критерий подобия в химии, определяющий отношение скорости течения химической реакции к скорости других процессов, происходящих в системе. В общем случае его можно выразить как отношение характерного времени физического процесса {\displaystyle t_{phys}} к характерному времени химической реакции {\displaystyle t_{chem}}:
{\displaystyle \mathrm {Da} ={\frac {t_{phys}}{t_{chem}}}.}
Число Дамкёлера названо в честь немецкого инженера-химика Герхарда Дамкёлера (1908—1944).
Далее рассмотрены частные определения числа Дамкёлера.

## Первое число Дамкёлера
{\displaystyle \mathrm {Da_{I}} =kC_{0}^{n-1}t,}
где
- {\displaystyle k} — константа скорости реакции;
- {\displaystyle C_{0}} — начальная концентрация;
- {\displaystyle n} — порядок реакции;
- {\displaystyle t} — время.

## Второе число Дамкёлера
{\displaystyle \mathrm {Da_{II}} ={\frac {k\cdot C_{0}^{n-1}\cdot {L}^{2}}{D}},}
где
- {\displaystyle L} — характеристическая длина;
- {\displaystyle D} — коэффициент диффузии.

## Третье число Дамкёлера
{\displaystyle \mathrm {Da_{III}} ={\frac {k\cdot C_{0}^{n}\cdot (-\Delta H)\cdot L}{\rho \cdot c_{p}\cdot T\cdot v}},}
где
- {\displaystyle \Delta H} — тепловой эффект химической реакции;
- {\displaystyle T} — температура;
- {\displaystyle c_{p}} — теплоёмкость при постоянном давлении.

## Четвёртое число Дамкёлера
{\displaystyle \mathrm {Da_{IV}} ={\frac {k\cdot C_{0}^{n}\cdot (-\Delta H)\cdot {L}^{2}}{\varkappa \cdot T}}=\mathrm {Da_{III}} \cdot \mathrm {Pe} }
где
- {\displaystyle \varkappa } — теплопроводность;
- {\displaystyle \mathrm {Pe} } - число Пекле.

## Пятое число Дамкёлера
Совпадает с числом Рейнольдса.

## Турбулентное число Дамкёлера
{\displaystyle \mathrm {Da} _{t}={\frac {\tau _{0}}{\tau _{L}}}={\frac {L_{0}\cdot v_{L}}{v^{\prime }\cdot \delta _{L}}},}
где
- {\displaystyle \tau _{0}} — время колебания;
- {\displaystyle \tau _{L}} — химическое время;
- {\displaystyle \delta _{L}} — толщина ламинарного пламени;
- {\displaystyle v_{L}} — скорость распространения фронта пламени;
- {\displaystyle L_{0}} — характерный размер вихрей;
- {\displaystyle v^{\prime }} — скорости пульсаций.

Скорость распространения фронта пламени определяется следующим образом:
{\displaystyle v_{L}={\sqrt {\frac {\chi }{\tau }}},}
где
- {\displaystyle \chi } — температуропроводность.